# 张小平 (拳击运动员)
張小平（1982年4月1日—），中國男子拳擊運動員，蒙古族，出生於內蒙古錫林浩特。他在北京奧運夺得了拳擊81公斤级金牌。

## 生涯
張小平在1998年於朝魯教練的指導下在內蒙古參與拳擊訓練。六年後，他入選國家隊，張傳良為他的教練。
2004年6月，在廣東佛山舉行的全國錦標賽中，張小平擊敗解放軍對手，奪得了81公斤級小項的冠軍，是為他第一個的全國錦標。翌年10月於南京舉行的十運會中，他在拳擊項目的81公斤級小項的四強賽被金牌得主、江蘇對手雷玉平以大比數擊敗，最終為內蒙古摘下一面銅牌。
2006年，張小平先後贏得全國錦標賽與歐洲系列賽(第一站)的冠軍。同年12月，他於多哈亞運，他參與了拳擊項目的81公斤級小項，但以10點之差不敵塔吉克對手，在首圈出局。次年4月，他於成都軍區體育館奪得全國錦標賽的冠軍。兩個月後於蒙古烏蘭巴托的亞洲錦標賽中，他取得81公斤級小項的銀牌。2008年北京奧運會最後一個比賽日中，張小平在81公斤級拳擊比賽中奪得金牌，成為中國代表團第一位奪得奧運金牌的內蒙古選手。這枚金牌是作為東道主的中國代表團所奪得的48枚金牌中的最後一枚。
2009年全國運動會後，張小平淡出了拳擊賽場，進入北京體育大學“冠軍班”讀研究生。他希望在褪去奧運冠軍光環以後，可以過上平凡人的生活。

## 資料來源
1. ↑  十運會拳擊比賽再掀高潮 江蘇三項目選手將衝金 的存檔，存档日期2012-06-21.
2. ↑  喜見內蒙古競技體育再鑄輝煌 的存檔，存档日期2016-03-04.
3. ↑  .   [2007-06-23]. （原始内容存档于2007-10-09）.
4. ↑  横空出世的内蒙古奥运冠军张小平 的存檔，存档日期2016-03-05.
5. ↑  .   [2012-08-31]. （原始内容存档于2021-04-21）.